# Roeselia fascialis
Roeselia fascialis är en fjärilsart som beskrevs av Arnold Spuler 1906. Roeselia fascialis ingår i släktet Roeselia och familjen trågspinnare. Inga underarter finns listade.